# Sádhu

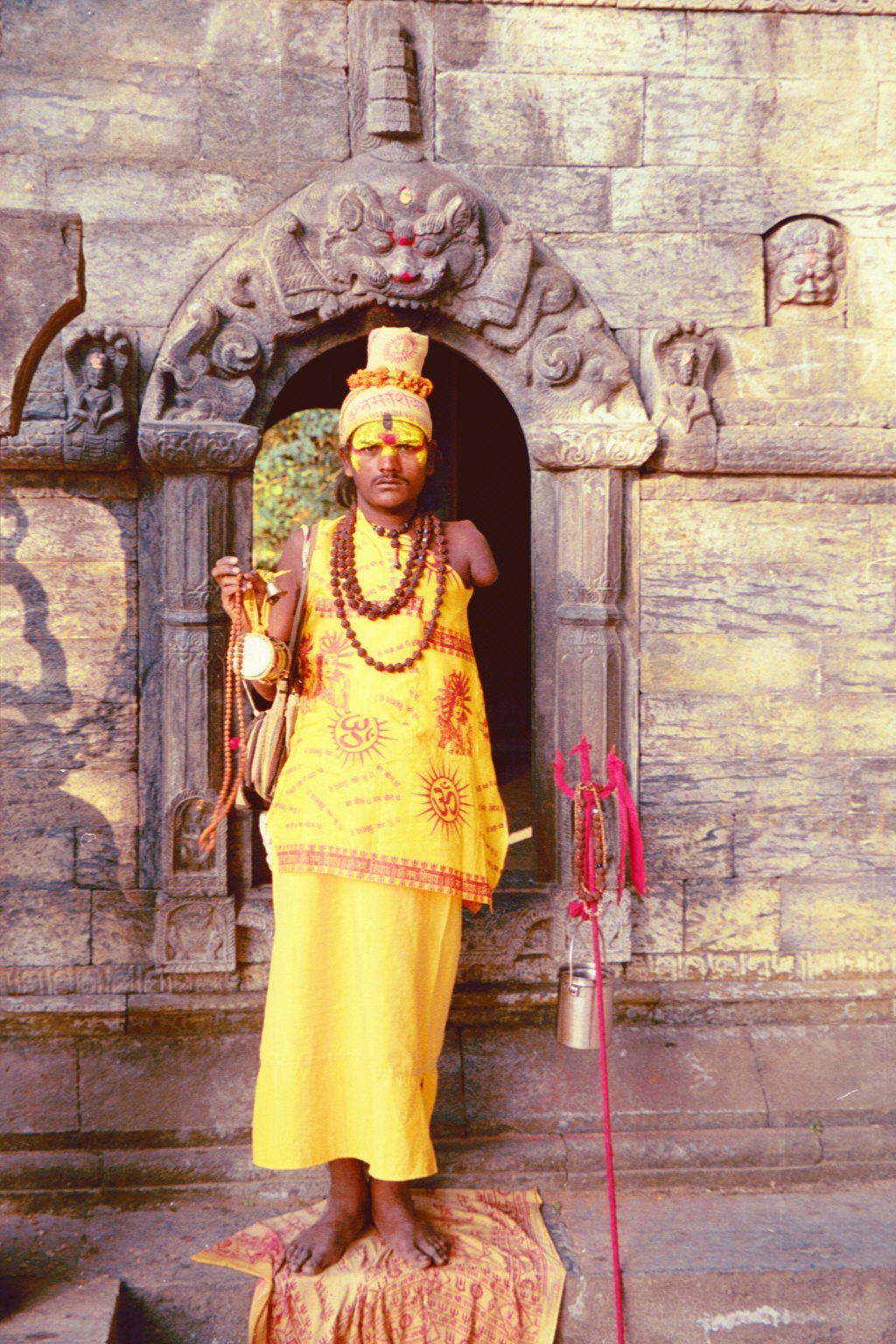
Sádhu v hinduistickém chrámu (Káthmándú, Nepál)

Sádhu je v hinduismu obecný termín označující asketu či žebravého poutníka, který se vzdal světského života, aby dosáhl nejvyššího duchovního cíle. Sádhu se vzdal tří životních cílů: káma („smyslové potěšení“), artha („bohatství a síla“), a dokonce i dharma („povinnost“) a je jednostranně zaměřen na dosažení mókši („osvobození“) prostřednictvím meditace a kontemplace nad Bohem (bohy) a světem.

## Sádhuové v indické společnosti
Jsou to poustevníci, kteří zanechali všech materiálních a sexuálních vazeb a žijí v jeskyních, lesích nebo chrámech po celé Indii. Slovo pochází ze sanskrtského slova sādhana („duchovní cvičení“); celý jejich život je právě takovým cvičením, soustavou nejrůznějších praktik (někdy až sebezničujících), které mají pomoci k sādh („dosažení cíle“), tj. mókši.
V současné době existuje 4 nebo 5 milionů sádhuů v Indii a jsou stále široce respektováni, uctíváni, a dokonce i obáváni. Nikdo si nepřeje, aby byl proklet sádhuem. Také se míní, že přísné praxe sádhuů pomohou vykořenit karmu nejen jim samotným, ale i celé společnosti. Proto jsou indickou společností materiálně podporováni.

### Různé směry a sekty
Sádhuové tvoří mnoho sekt či duchovních směrů, takže je obtížné provést systematické rozčlenění. Někteří žijí v horách o samotě, jedí jen trochu ovoce denně. Jiní chodí po desetiletí dokola s jednou rukou zvednutou, dokud prsty neztuhnou v mrtvý pahýl. Nebo kouří ručně vyráběný hašiš a následně hledají boha v kouři. Existují i např. tzv. nága-sádhuové, kteří chodí nazí. Existují též sádhuové v rámci sekty Aghora, kteří rituálně jedí lidské maso.

## Život sádhua

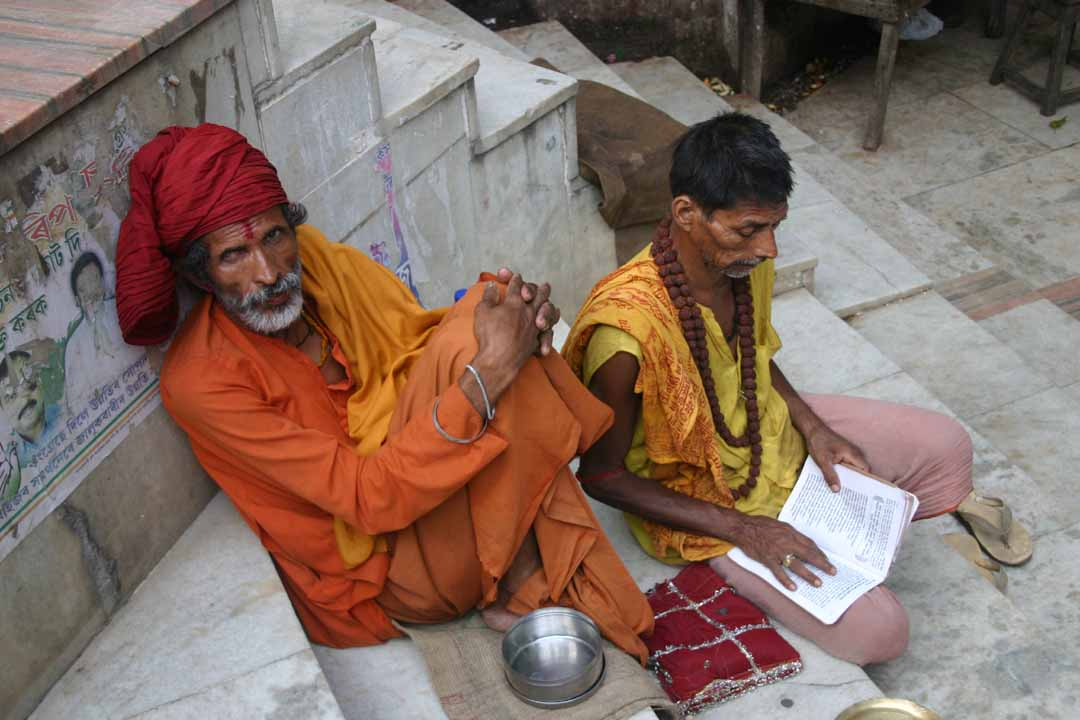
Sádhu se svým učedníkem (Ásam, Indie)

Takové praktiky, jako povinná ranní koupel ve studené horské řece, mají vést k odpoutání od běžného luxusu, na nějž jsou obyčejní lidé zvyklí. Poté se sádhuové shromažďují kolem dhuni – posvátného ohniště a začínají se svými modlitbami a celodenní meditací.
Někteří sádhuové se věnují černé magii nebo bylinkářství a dodávají léky místní komunitě, odstraňují kletby nebo žehnají novomanželům. Pro průměrného hinduistu jsou sádhuové přítomnou připomínkou božskosti. Je jim obecně dovoleno bezplatně cestovat vlakem. Někteří z nich bývali za starých časů vojensky organizováni, a dokonce i nyní nága-sádhuové nosí s sebou své meče.
Jsou také jogíni, kteří se zahrabávají do země, jiní drží své dlaně uzavřené v pěst tak dlouho, dokud jim neprorostou nehty skrz. Mnoho sádhuů je zapsáno v Guinnessově knize rekordů pro kousky nadlidské výdrže jako je stání 17 let, pobyt na jednom místě déle než dvě desetiletí, plazení se v délce 1400 km a mnoho podobných výkonů, které podstupují za účelem realizace duchovních cílů.
Velkým shromážděním sádhuů je Kumbhaméla, která se koná každé čtyři roky na čtyřech různých místech podél svaté řeky Gangy. Tuto akci navštěvují sádhuové z celé Indie. Tuto slavnost pořádá sdružení sádhuů All India Akhara Association. V čele každé zastoupené skupiny sádhuů stojí tzv. mahant.

### Jak se stát sádhuem
Každý se nemůže stát sádhuem, předpokládá se, že je nutné být ve čtvrté životní fázi, jak ji chápe hinduismus, tzn. poté, co byl adept studentem, otcem-hospodářem a pak opustil s manželkou domov. Avšak tento požadavek pro většinu nemá praktický význam. Stát se sádhuem i tak není jednoduchá volba. Adept musí nejdříve sám symbolicky zemřít a bývá požadováno, aby se účastnil svého vlastního pohřbu předtím, než je možno následovat gurua po mnoho let. Nový žák musí nosit guruovi věci, rozdělávat oheň, obstarávat vodu atd., dokud nezíská dostatek zkušeností, aby se mohl duchovně osamostatnit. Zatímco se vede mnoho diskusí nad tím, zdali se člověk ze Západu může stát hinduistou, je jisté, že se může stát sádhuem, nalezne-li gurua, který ho přijme.
Užívání kanabinoidů v praktické spiritualitě sádhuů není pouhým okrajovým fenoménem; u mnohých se jedná o elementární nástroj pro dosahování mystického sjednocení (vědomého zakušení jednoty átman–brahma) a duchovního růstu. Marihuana v duchovním úsilí sádhuů není cestou, ale nástrojem, který zintenzivňuje duchovní úsilí na cestě ke konečnému vysvobození z koloběhu reinkarnací. Sádhuové jsou často (nikoli však výlučně) jógini, ovšem ne všichni indičtí jógini jsou zároveň sádhuové. Inhalací spalovaného sušeného konopí dochází k ovlivnění funkce mozku účinnou látkou THC (tetrahydrokanabinol), což subjektivně umocňuje jakýkoli prožitek. To platí také o prožitku duchovním. Mystický pocit jednoty lze připodobnit rozpuštění prožívání dichotomie subjekt–objekt, kdy sádhu svým tetrahydrokanabinolem rozšířeným vědomím opouští své já a zakouší blaženou jednotu s celkem skutečnosti. Jde o splynutí átmanu (vnitřní individuální podstaty lidské bytosti) a brahma (transcendentálního božského zdroje a podstaty celé skutečnosti), překonání separace jedince od věčného původu. Kde není žádné já, tam také není utrpení, žádná osobní nepřízeň, žádná žádostivost, žádná budoucnost, žádná osobní vůle. Někteří sádhuové hovoří o stavu jednoty, který provází pocit, že všechny otázky jsou vyjasněny, neboť není-li žádné já, nejsou žádné otázky.